# Püttlingen
Püttlingen település Németországban, azon belül Saar-vidék tartományban. Lakosainak száma 18 243 fő (2023. december 31.).

## Városrészei
- Püttlingen
  - Berg
  - Bengesen
  - Ritterstraße
- Köllerbach
  - Engelfangen
  - Etzenhofen
  - Herchenbach
  - Kölln
  - Rittenhofen
  - Sellerbach

## Népesség
A település népességének változása:
| Lakosok száma | 21 317 | 20 682 | 20 693 | 20 956 | 20 887 | 19 134 | 18 748 | 18 510 | 18 269 | 18 243 |
|               | 1975   | 2000   | 2001   | 2003   | 2004   | 2011   | 2015   | 2019   | 2021   | 2023   |